# HD42126
HD42126 — хімічно пекулярна зоря спектрального класу A5, що має  видиму зоряну величину в смузі V приблизно  6,9.
Вона  розташована на відстані близько 310,9 світлових років від Сонця.

## Фізичні характеристики
Зоря HD42126 обертається 
досить швидко 
навколо своєї осі. Проєкція її екваторіальної швидкості на промінь зору становить  Vsin(i)=133км/сек.